# Петко Китипов
Петко Пройков Китипов (1893 – 1989 г.) е български краевед и историк

## Биография
Роден е и израства в село Енина. Завършва в Казанлък Класното (1907) и Държавното педагогическо училище (1911). Мобилизиран в ШЗО, той придобива чин подпоручик. Участва в Първата световна война като ротен командир в Допълнителния македонски полк. При военните действия е ранен.
След войната Петко Китипов работи като първоначален учител в селата Дълбок кладенец, Борисовградско, Гурково, Етъра, Белево (дн. Белослав ) и др. През 1923 г. по политически причини е уволнен и лишен завинаги от учителски права, които са възстановени след 1944 г. Заселва се със семейството си във Варна. Там живее 55 години – до кончината си.
Китипов събира и обработва материали, част от които се отнасят за Варна, но между тях преобладават посветените на миналото на родния му край.
В архива, който П. Китипов оставя, основен дял имат въпросите на миналото и на самобитната енинска култура.
Негови материали се съхраняват и в Държавен архив – Стара Загора .

## Публикации
- Китипов, П., Миналото на село Енина, С., 1964
- Китипов, П., Речник на говор на с. Енина, Казанлъжко – Българска диалектология. Проучвания и материали, 5, 1970, стр. 107 – 151